# Florence Bascom
Florence Bascom (Williamstown, 14 luglio 1862 – Williamstown, 18 giugno 1945) è stata una geologa e docente statunitense, la seconda donna negli Stati Uniti a conseguire il dottorato in geologia e la prima donna a ricevere un dottorato all'Università Johns Hopkins. È stata anche la prima donna assunta all'United States Geological Survey. Nota per le sue scoperte innovative in questo campo e per aver guidato le future generazioni di geologhe, venne considerata una pioniera della geologia, la "prima donna geologa di questo paese".

## Infanzia
Florence Bascom nacque a Williamstown, Massachusetts, il 14 luglio 1862. La più giovane di cinque figli, proveniva da una famiglia che, a differenza della maggior parte delle famiglie del tempo, incoraggiava l'ingresso delle donne nella società. Suo padre, John Bascom, era un professore al Williams College, e in seguito presidente della Università del Wisconsin-Madison. Era il fattore trainante della sua carriera e il suo primo contatto nel campo della geologia. Sua madre, Emma Curtiss Bascom, era un'attivista per i diritti delle donne, coinvolta nel movimento del suffragio femminile. I suoi genitori furono fermi sostenitori dei diritti delle donne e incoraggiavano le donne a ottenere un'istruzione universitaria.

## Educazione
Inizialmente Florence Bascom non fu interessata alla geologia. Conseguì una laurea in lettere nel 1882 e una laurea in scienze nel 1884 presso l'Università del Wisconsin. Dopo la persuasione da parte di suo padre e il rifiuto di un'altra scuola, Bascom ottenne la sua prima laurea in scienze, che indirizzò il suo interesse verso la geologia. Nel 1887 ottenne il suo corso di laurea specialistica presso la stessa università. Durante questo periodo le donne avevano un accesso limitato alle risorse educative, come la biblioteca e il ginnasio, ma anche un accesso limitato alle aule se gli uomini erano già in esse. I suoi professori all'Università del Wisconsin-Madison, Roland Duer Irving e Charles R. Van Hise, facevano parte dell'USGS. Bascom conseguì il dottorato all'Università Johns Hopkins. Mentre studiava alla Johns Hopkins fu costretta a sedersi dietro uno schermo per non disturbare gli uomini della classe, la cui istruzione era la priorità. Poiché la geologia in quel momento era una disciplina puramente maschile, Bascom affrontò molte difficoltà nell'ottenere l'istruzione e stabilirsi nel suo campo; questo la portò a farsi conoscere come "pioniere delle geologhe".
Sebbene fosse la seconda donna ad ottenere un dottorato in geologia, fu la prima donna geologa a presentare un documento, prima del Geological Survey of Washington, nel 1901. Fu anche la prima donna eletta al Consiglio della Società Geologica di America, nel 1924 (nessun'altra donna fu eletta fino al 1945), la prima ufficiale donna della Società geologica d'America e nel 1930 divenne la seconda vicepresidente.
Dopo aver conseguito la laurea in medicina nel 1884, iniziò la sua carriera di insegnante al college presso la Hampton School of Negroes and American Indians (attualmente conosciuta come Hampton University), lavorando lì per un anno prima di tornare all'Università del Wisconsin per il suo master.

## Carriera

### Geologia
Florence Bascom contribuì alla creazione di un tipo speciale di identificazione dei vulcani acidi. Nel suo diario, The Structures, Origin and Nomenclature of Acidic Volcanic Rocks of South Mountain, identificò varie strutture rocciose formate dai vulcani. Sostenne che le formazioni rocciose della South Mountain erano cambiate nel corso del tempo, con alcune rocce che in origine avevano mostrato segni di essere riolite, ma in seguito erano identificate come rocce olocristalline. Non avendo una nomenclatura adeguata per identificare questa tipologia di rocce, Florence creò dei prefissi per aggiungere ai nomi preesistenti e identificare i cambiamenti acidi nelle rocce. I prefissi creati sono meta, epi e apo.
Florence Bascom studiò in seguito anche i cicli di erosione in Pennsylvania. Un precedente pensiero scientifico riteneva che la provincia Piedmont della Pennsylvania fosse composta da due o tre cicli di erosione, mentre lei aveva prove che ritenevano che fossero almeno nove cicli. Florence compilò un record stratigrafico di depositi atlantici nella provincia, che elencava la profondità, le discordanze e i tipi di deposizione (come sabbia, argilla o ghiaia). Questi cicli si sono verificati per un lungo periodo di tempo, con sei cicli nel periodo post-Cretaceo e tre nel periodo Cretaceo. Questa conclusione diede agli scienziati nuove idee sui cicli di erosione; per quanto riguarda il loro tasso di occorrenza e come definire un ciclo.

### Docenza
Oltre al suo contributo importante nel campo della geologia, ebbe anche una carriera come insegnante. Insegnò matematica e scienze al Rockford College dal 1887 al 1889, e successivamente alla Ohio State University dal 1893 al 1895. Lasciò l'Ohio State University per lavorare al Bryn Mawr College dove poteva condurre ricerche originali e insegnare corsi di geologia di alto livello. 
A Bryn Mawr College la geologia era considerata complementare rispetto alle altre scienze naturali. Il suo spazio di lavoro consisteva in uno spazio di archiviazione in un edificio costruito esclusivamente per la chimica e la biologia. In due anni riuscì a organizzare una notevole collezione di minerali, fossili e rocce. Bascom fondò il Dipartimento di geologia di Bryn Mawr nel 1901. Continuò a insegnare e formare una generazione di giovani donne in questo dipartimento. Nel 1937, 8 su 11 donne erano Fellows della Geological Society of America, laureate al corso di Bascom al Bryn Mawr College. Nel primo terzo del XX secolo, il programma di laurea di Bascom venne considerato uno dei più rigorosi del paese, con una forte attenzione sia al laboratorio che al lavoro sul campo. Era noto per la formazione delle geologhe americane. I suoi studenti non si laureavano solamente, ma spesso riuscivano ad intraprendere carriere importanti in campo geologico. Florence Bascom era nota per i suoi standard elevati, applicati sia ai suoi studenti che a se stessa.
Bascom si ritirò dall'insegnamento nel 1928, ma continuò a lavorare negli United States Geological Survey fino al 1936. 
()

## Mentori
Suo padre, John Bascom, svolse un ruolo fondamentale nel fatto che Florence Bascom diventasse una geologa. Tutto iniziò quando Florence aveva 12 anni e suo padre trasferì lei e la sua famiglia dalla loro città natale, per accettare la posizione di presidente della University of Wisconsin-Madison, l'università in cui Florence avrebbe iniziato la sua educazione. Il suo interesse per la geologia iniziò con suo padre che lei considerava che "si capivano" affermando di essere "tutto ciò di cui [lei] aveva bisogno, l'intesa con lui gratificava tutto ciò che lei voleva o aveva bisogno per quanto riguardava gli uomini". La citazione sopra fa riferimento alla rete di colleghi maschi che una donna dovrebbe avere per essere rispettata in campo scientifico. Fu durante un viaggio in auto con suo padre che indicò un paesaggio che non capiva, che la intrigò abbastanza da conoscere la terra e i processi geologici. Contraddicendo la sua precedente affermazione, ebbe molti altri mentori uomini per tutta la sua carriera.
Florence Bascom realizzò la sua formazione scientifica con esperti in metamorfismo e cristallografia. Nella scelta dello studio in questo ambito fu fortemente influenzata da Roland Duer Irving, un professore all'Università del Wisconsin-Madison e Charles R. Van Hise, l'assistente di Irving. Negli anni in cui lavorò insieme a loro, dal 1884 al 1887, il Geological Survey di Washington aveva stabilito una divisione della geologia glaciale, motivo per Bascom di entrare nel campo della petrografia e della geologia strutturale. Questi eventi portarono Bascom ad analizzare le formazioni della South Mountain tra Maryland e Pennsylvania; formazioni considerate sedimenti, ma che sotto stretta osservazione Bascom arrivò alla conclusione che le formazioni erano vulcaniche alterate, che lei identificava come "Apor-hyolites". Essendo un'esperta in mineralogia, petrologia e cristallografia Florence usò queste informazioni per creare la sua tesi di master, denominata The Sheet Gabbros of Lake Superior.

## Morte
Florence Bascom morì per un'emorragia cerebrale il 18 giugno 1945, all'età di 82 anni. Venne sepolta in un cimitero del Williams College a Williamstown, vicino ai membri della famiglia.

## Intitolazioni
- Bascom, cratere su Venere
- 6084 Bascom, un asteroide scoperto nel 1985
- Il lago glaciale Bascom, un lago preistorico postglaciale situato in quella che oggi è la contea settentrionale di Berkshire, Massachusetts. Si è formato quando il ghiaccio glaciale si è trasformato in una diga e ha impedito il drenaggio dello spartiacque del Hoosic River
- Bascom Hall nel campus dell'University of Wisconsin-Madison

## Pubblicazioni
Florence Bascom ha pubblicato oltre 40 articoli su petrografia genetica, geomorfologia (in particolare la provenienza di depositi superficiali) e ghiaia. Il suo racconto della sua giovinezza a Madison può essere trovato nel Wisconsin Magazine of History con il titolo The University in 1874-1887, marzo 1925.
- John Bascom's Signature The Wisconsin Magazine of History, June 1925

- The Geology of the Crystalline Rocks of Cecil County, Maryland Geological Survey (1902)
- The ancient volcanic rocks of South Mountain, Pennsylvania Pennsylvania US Geological Survey Bulletin No. 136 (1896)
- Water resources of the Philadelphia district, US Geological Survey Water-Supply Paper No. 106 (1904)
- Geology and mineral resources of the Quakertown-Doylestown district, Pennsylvania and New Jersey, Edgar Theodore Wherry e George Willis Stose. US Geological Survey Bulletin No. 828 (1931)
- Elkton-Wilmington folio, Maryland-Delaware-New Jersey-Pennsylvania with B.L. Miller. Geologic atlas of the United States; Folio No. 211 (1920)
- American Mineralogist, Volume 31, 1946
- Bryn Mawr Alumnae Bulletin, Novembre, 1945; primavera, 1965
- Science, Settembre, 1945
- University of Wisconsin Department of Geology and Geophysics Alumni Newsletter, 1991
- Arnold, Lois Barber, Four Lives in Sciences, Schocken Books, 1984
- Smith, Isabel F., The Stone Lady: A Memoir of Florence Bascom, Bryn Mawr College, 1981[19]
- Florence Bascom,[20], Novembre 21, 2017.